# Glycyphana glauca
Glycyphana glauca är en skalbaggsart som beskrevs av Blanchard 1853. Glycyphana glauca ingår i släktet Glycyphana och familjen Cetoniidae. Inga underarter finns listade i Catalogue of Life.